# Idioma gciriku
Gciriku o Dciriku (o también llamado Diriku, Dirico, Manyo o Rumanyo), es una lengua bantú hablada por 305.000 personas a lo largo del río Kavango en Namibia, Botsuana y Angola. 24.000 personas hablan gciriku en Angola, según Ethnologue. Se conoció por primera vez en Occidente a través de los Vagciriku, que habían emigrado del área principal de Vamanyo y hablaban Rugciriku, un dialecto de Rumanyo. El nombre Gciriku (Dciriku, Diriku) sigue siendo común en la literatura, pero en Namibia se ha revivido el nombre Rumanyo. El dialecto Mbogedu está extinto;  Maho (2009) lo enumera como un idioma distinto y señala que los nombres 'Manyo' y 'Rumanyo' son inapropiados para él.
Es una de varias lenguas bantúes del Okavango que tienen chasquidos consonánticos, como en ǀɛ́ǀˀà ('cama'), mùǀûkò ('flor'), y kàǀûrù ('tortuga'). Estos clics, de los cuales hay media docena (c, gc, ch y nc y nch prenasalizados), generalmente se pronuncian todos con una articulación dental, pero existe una amplia variación entre los hablantes. Son especialmente comunes en nombres de lugares y en palabras para características del paisaje, reflejando sus fuentes en Khoe y kung, dos miembros de la familia de lenguas joisan. Muchas de las palabras de clic en Gciriku, incluidas aquellas del vocabulario bantú nativo, se comparten con RuKwangali, Mbukushu y fwe.

## Fonológia

### Vocales
|         | anteriores | Centrales | posteriores |
| ------- | ---------- | --------- | ----------- |
| Close   | i          |           | u           |
| Mid     | ɛ          |           | ɔ           |
| abierta |            | ɑ         |             |

### Consonantes
|                      |                      | Bilabial | Labio- dental | Dental | Alveolar | Postalveolar/ Palatal | Velar | Glotales |
| -------------------- | -------------------- | -------- | ------------- | ------ | -------- | --------------------- | ----- | -------- |
| Clicks               | Sordas               |          |               | ᵏǀ     |          |                       |       |          |
| Clicks               | Sonoras              |          |               | ᶢǀ     |          |                       |       |          |
| Clicks               | prenasales sordas    |          |               | ᵑǀᵏ    |          |                       |       |          |
| Clicks               | prenasales sonoras   |          |               | ᵑǀᶢ    |          |                       |       |          |
| Clicks               | prenasales aspiradas |          |               | ᵑǀʰ    |          |                       |       |          |
| Nasales              | Nasales              | m        |               |        | n        | ɲ                     | ŋ     |          |
| Oclusivas/ Africadas | Sorda                | p        |               | t̪      | t        | t͡ʃ                    | k     |          |
| Oclusivas/ Africadas | Sonoras              | b        |               |        | d        | d͡ʒ                    | g     |          |
| Oclusivas/ Africadas | Prenasales sordas    | ᵐpʰ      |               | ⁿt̪     | ⁿtʰ      | ᶮt͡ʃ                   | ᵑkʰ   |          |
| Oclusivas/ Africadas | Prenasales sonoras   | ᵐb       |               |        | ⁿd       | ᶮd͡ʒ                   | ᵑɡ    |          |
| Fricativas           | Sordas               |          | f             |        | s        | ʃ                     |       | h        |
| Fricativas           | Sonoras              | β        | v             |        | z        |                       | ɣ     |          |
| Fricativas           | Prenasales sordas    |          | ᶬf            |        |          |                       |       |          |
| Fricativas           | Prenasales sonoras   |          | ᶬv            |        |          |                       |       |          |
| Vibrantes múltiples  | Vibrantes múltiples  |          |               |        | r        |                       |       |          |
| Aproximantes         | Aproximantes         |          |               |        | l        | j                     | w     |          |

- Los sonidos de clic son principalmente dentales [ǀ], pero también pueden tener varios puntos de articulación [ǁ], [ǃ].

```
* La mayoría de los sonidos consonánticos también están palatalizados [ʲ] o labializados [ʷ], cuando antes suenan deslizantes /j, w/.
* /ɡ/ puede escucharse como fricativa [χ] en préstamos 
afrikáans
.
[
4
]
```